# Постмодернизм
Постмодерни́зм (фр. postmodernisme — после модернизма) — понятие, отражающее структурно сходные явления в мировой общественной жизни и культуре второй половины XX века и начала XXI века; часто интерпретируется как «то, что пришло на смену модернизму». Оно употребляется как для характеристики постнеклассического типа философствования (суть которого, по Ж.-Ф. Лиотару, заключается в недоверии к «большим нарративам»), так и для комплекса стилей в художественном искусстве.

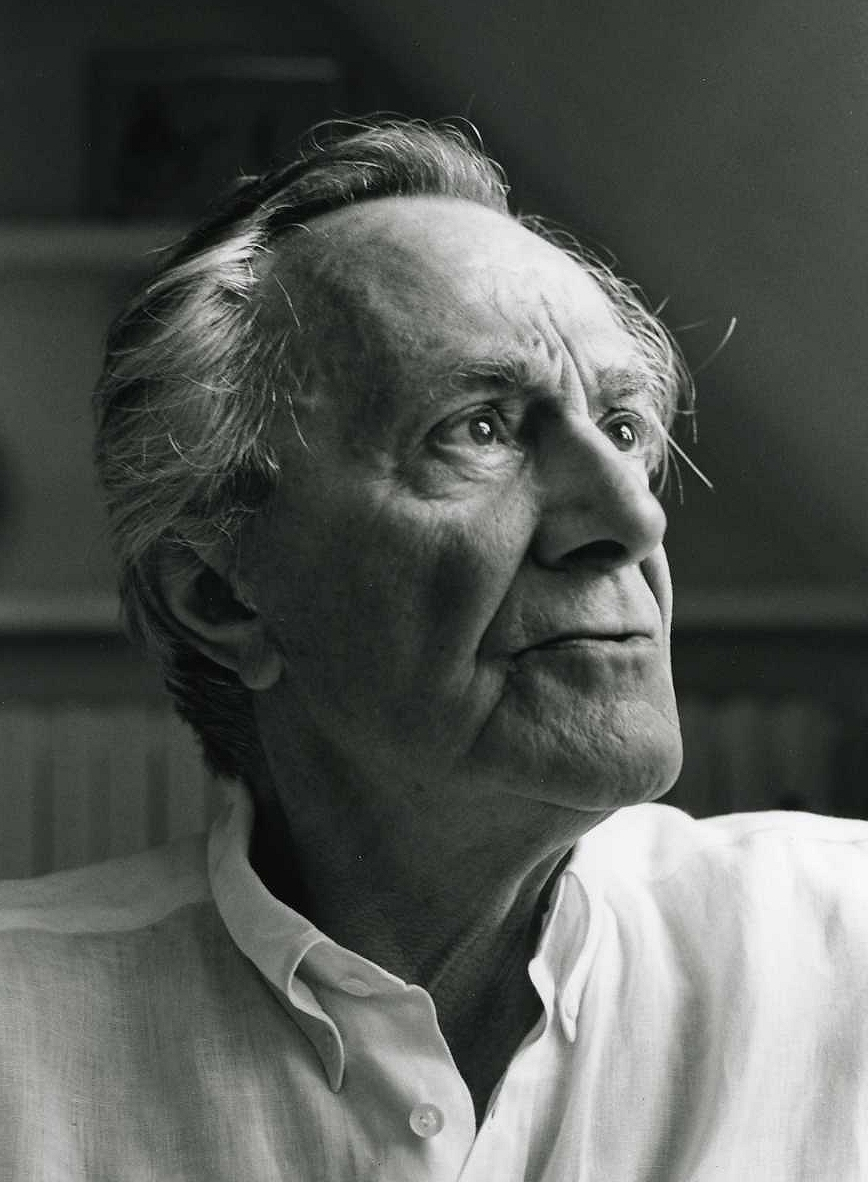
Жан-Франсуа Лиотар, с чьей книги «Состояние постмодерна» началось широкое употребление термина «постмодернизм» в его современном значении

Постмодерн — состояние современной культуры, включающее в себя своеобразную философскую позицию, выражающую (не)формальную антитезу модернистскому искусству, а также массовую культуру современной эпохи. В конце XX века постмодернистская критика западного общества стала неофициальной философией политики идентичности.

## Общая характеристика
Постмодернизм в значительной степени является реакцией на интеллектуальные установки и ценности западной философии периода Нового времени, охватывающего примерно XVII—XIX вв. Многие идеи, ассоциируемые с постмодернизмом, можно охарактеризовать как прямое отрицание философских взглядов, воспринимавшихся как сами собой разумеющиеся в эпоху Просвещения XVIII века (но не обязательно уникальных для этого периода):
- Проблема существования объективной природной реальности, независимой от человеческого сознания, общества и социальных практик. Традиционно считалось, начиная с Рене Декарта и его утверждения «Cogito ergo sum», что человек способен приобрести знания о природной реальности, и эти знания могут быть обоснованы доказательствами или принципами, которые можно знать с уверенностью. Постмодернисты отвергают эту идею как наивный реализм, а также философский фундаментализм как стремление определить основу уверенности для построения эмпирического знания. По их мнению, реальность является концептуальной конструкцией, артефактом научной практики и языка. Это также относится к исследованиям событий прошлого историками и описанию социальных институтов, структур и практик в социальных науках.
- Проблема существования объективной истины (то есть описательные и объяснительные утверждения ученых и историков могут в принципе быть объективно истинными или ложными). Постмодернистское отрицание этого взгляда вытекает из отказа от признания существования объективной природной реальности.
- Вопрос технооптимизма (оптимизм относительно научного прогресса: с помощью разума и логики, а также специализированных инструментов науки и технологии, человечество может изменить себя и свои общества к лучшему). Постмодернисты отвергают эту веру Просвещения в науку и технологии как средства человеческого прогресса, указывая на то, что стремление к научным и технологическим знаниям привело к созданию технологий массового уничтожения во время Второй мировой войны.
- Проблема универсальности разума и логики (разум и логика являются универсально действительными; их законы одинаковы для любого мыслителя и любой области знаний). Для постмодернистов разум и логика также являются лишь концептуальными конструкциями и применимы только в рамках определенных интеллектуальных традиций.
- Проблема существования природы человека, состоящей из способностей и предрасположенностей, которые в некотором смысле присутствуют у человека с рождения, а не появляются в результате обучения либо под влиянием социальных установок. Постмодернисты настаивают на том, что все (или практически все) аспекты человеческой психологии полностью определяются социальными факторами.
- Язык и реальность. Традиционно считалось, что язык описывает реальность вне себя. Постмодернисты же утверждают, что язык не является «зеркалом природы», как это описывал американский прагматист Ричард Рорти. Развивая идеи Фердинанда де Соссюра, они считают, что язык самореферентен, при этом значение слова не является статичным, а представляет собой диапазон контрастов и различий с другими значениями. Самореферентность характеризует не только естественные языки, но и более специализированные дискурсы, связанные с определенными обществами или традициями. Постмодернистский взгляд на язык прежде всего связан с именем Жака Деррида, автора концепции деконструкции (то есть провокационного анализа текста с целью освободить его скрытый смысл, не контролируемый автором).
- Метанарративы. Идея «общих теорий» или «метанарративов» предполагает принципиальную возможность создавать общие теории, объясняющие многие аспекты природного или социального мира в рамках определенной области знаний. Постмодернисты отвергают эту идею как иллюзии и симптом нездоровой тенденции в дискурсах Просвещения к принятию «тотализирующих» систем мышления или «метанарративов» человеческого развития (таких, например, как диалектический материализм). Такие метанарративы отвергаются не потому что они объективно неверны, а потому что они замалчивают существование альтернативных точек зрения или дискурсов, таким образом угнетая или маргинализуя их (эта тенденция «тотальности», по мнению Деррида, приводит к тоталитаризму).

Все это говорит о том, что многие доктрины постмодернизма составляют или подразумевают некую форму метафизического, эпистемологического или этического релятивизма (при этом некоторые постмодернисты могут решительно отвергать ярлык «релятивистов»). Постмодернисты отрицают существование объективных аспектов реальности; утверждают, что не существует утверждений о реальности, которые были бы объективно истинными или ложными; что невозможно обладать знаниями о таких утверждениях (объективными знаниями); что человеку недоступно знание о некоторых вещах с уверенностью; и что существуют объективные или абсолютные моральные ценности. Согласно этой позиции, реальность, знание и ценность конструируются дискурсами, и, следовательно, могут варьироваться вместе с ними. Это означает, что дискурс современной науки, рассматриваемый в отрыве от внутренних стандартов доказательности, для постмодернистов не отражает истину в большей степени, чем альтернативные науке взгляды на мир (такие, например, как астрология или ведовство). Постмодернисты иногда характеризуют стандарты доказательности науки, включая использование рациональности и логики, как «рациональность Просвещения».
Поскольку установленные дискурсы Просвещения, по мнению постмодернистов, более или менее произвольны и несправедливы, они могут быть изменены, и поскольку они в большей степени отражают интересы и ценности властных групп, они должны быть изменены. Таким образом, постмодернисты рассматривают свою теоретическую позицию как уникально инклюзивную и демократичную, поскольку она позволяет им осознавать несправедливую гегемонию дискурсов Просвещения над равноценными перспективами неэлитных групп. Постмодернисты расходятся во мнениях относительно природы связи преобладающих дискурсов в обществе и интересов доминирующих групп: в то время как некоторые из них поддерживают высказывание Карла Маркса о том, что «правящие идеи каждой эпохи всегда были идеями правящего класса», другие же выражают более осторожный подход, вдохновленный историческими исследованиями Мишеля Фуко. В любом случае подчеркивается, что знание не является нейтральным или универсальным, а формируется в контексте социальных и политических отношений, что делает его зависимым от доминирующих сил в обществе. В 1980-х и 1990-х гг. защитники интересов различных этнических, культурных, расовых и религиозных групп в академической среде приняли постмодернистскую критику современного западного общества, в результате чего постмодернизм стал неофициальной философией нового движения «политики идентичности».

## История
Идеологами постмодерна декларируется, что в начале XX века классический тип мышления эпохи модерна меняется на неклассический, а в конце века — на постнеклассический. Формирование эпохи постмодерна проходило в 1960—1970-е годы, оно связано и логически вытекает из процессов эпохи модерна как реакция на кризис её идей, а также на так называемую «смерть» супероснований: бога (Ницше), автора (Барт), человека (гуманитарности).
Предпосылки постмодернизма возникли гораздо раньше. Так, в математике Лобачевский ещё в 1829 году в работе «О началах геометрии» представил неевклидову геометрию пространства, обобщив геометрию Евклида на пространства произвольной кривизны. Таким образом, он показал, что евклидова геометрия является частным случаем при кривизне пространства, равной нулю.
Курт Гёдель в 1930 году доказал, что непротиворечивость аксиом арифметики нельзя доказать, исходя из самих аксиом арифметики (если только арифметика не является противоречивой), а также её неполноту.
Алан Тьюринг показал наличие алгоритмически неразрешимых задач, в частности доказал в 1936 году, что проблема остановки неразрешима на машине Тьюринга. Существование алгоритмически неразрешимых задач означает, что не существует универсального алгоритма-решателя, который бы создавал решение задачи, даже если существует её точное логическое описание.
Таким образом была показана неоднозначность и ограниченность описания мира средствами математики, что существует возможность представления математическими системами только определённых аспектов и срезов мира, математически мир может быть отражён только с использованием различных, но никогда не противоречащих друг другу средств.
Современное состояние науки, культуры и общества в целом в 1970-е годы было охарактеризовано Ж. Ф. Лиотаром как «состояние постмодерна». Для фиксации ментальной специфики новой эпохи, которая кардинально отличалась от предшествующей, стал использоваться термин «постмодернизм».
Сам термин появляется в период Первой мировой войны (в разгар декадентских течений) в работе Р. Панвица «Кризис европейской культуры» (1917). В 1934 году в своей книге «Антология испанской и латиноамериканской поэзии» литературовед Ф. де Онис применяет его для обозначения реакции на модернизм. В 1947 году Арнольд Тойнби в книге «Постижение истории» придаёт постмодернизму культурологический смысл: постмодернизм символизирует конец западного господства в религии и культуре.
Объявленным «началом» постмодернизма считают статью Лесли Фидлера, 1969, «Пересекайте границу, засыпайте рвы», демонстративно опубликованную в журнале Playboy. Американский теолог Харви Кокс в своих работах начала 1970-х годов, посвящённых проблемам религии в Латинской Америке, широко пользуется понятием «постмодернистская теология». Однако популярность термин «постмодернизм» обрёл благодаря Чарльзу Дженксу. В книге «Язык архитектуры постмодернизма» он отмечал, что хотя само это слово и применялось в американской литературной критике 1960—1970-х годов для обозначения ультрамодернистских литературных экспериментов, автор придал ему принципиально иной смысл.
Постмодернизм означал отход от экстремизма и нигилизма неоавангарда, частичный возврат к традициям, акцент на коммуникативной роли архитектуры. Обосновывая свой антирационализм, антифункционализм и антиконструктивизм в подходе к архитектуре, Дженкс настаивал на первичности в ней создания эстетизированного артефакта. Впоследствии происходит расширение содержания этого понятия с первоначально узкого определения новых тенденций в американской архитектуре и нового течения во французской философии (Ж.Лакан, Ж. Деррида, Ж.-Ф. Лиотар, М.Фуко) до определения, охватывающего начавшиеся в 1960—1970 годы процессы во всех областях культуры, включая феминистское и антирасистское движения. В 1990-х годах на основе постструктурализма, постмодернизма и французского феминизма возник постмодернистский феминизм.

## Основные трактовки понятия
В настоящее время существует ряд концепций постмодернизма как феномена культуры, которые подчас носят взаимоисключающий характер:
1. Юрген Хабермас, Дениел Белл и Зигмунт Бауман трактуют постмодернизм как итог политики и идеологии неоконсерватизма, для которого характерен эстетический эклектизм, фетишизация предметов потребления и другие отличительные черты постиндустриального общества.
2. В трактовке Умберто Эко постмодернизм в широком понимании — это механизм смены одной культурной эпохи другой, который всякий раз приходит на смену авангардизму (модернизму) («Постмодернизм — это ответ модернизму: раз уж прошлое невозможно уничтожить, ибо его уничтожение ведёт к немоте, его нужно переосмыслить, иронично, без наивности»)[14]
3. Постмодернизм — общий культурный знаменатель второй половины XX века, уникальный период, в основе которого лежит специфическая парадигмальная установка на восприятие мира в качестве хаоса — «постмодернистская чувствительность» (Hassan, 1980; Welsch, 1988, Ж.-Ф. Лиотар).
4. Постмодернизм — самостоятельное направление в искусстве (художественный стиль), означающее радикальный разрыв с парадигмой модернизма (Г. Хоффман, Р. Кунов).
5. По мнению же X. Летена и С. Сулеймена, постмодернизма как целостного художественного явления не существует. Можно говорить о нём как о переоценке постулатов модернизма, но сама постмодернистская реакция рассматривается ими как миф.
6. Постмодернизм — эпоха, пришедшая на смену европейскому Новому времени, одной из характерных черт которого была вера в прогресс и всемогущество разума. Надлом ценностной системы Нового времени (модерна) произошёл в период Первой мировой войны. В результате этого европоцентристская картина мира уступила место глобальному полицентризму (Х. Кюнг), модернистская вера в разум уступила место интерпретативному мышлению (Р. Тарнас[англ.]).

## Отличие постмодернизма от модернизма
Возникший как антитеза модернизму, открытому для понимания лишь немногим, постмодернизм, облекая всё в игровую форму, нивелирует расстояние между массовым и элитарным потребителем, низводя элиту в массы (гламур).
Отличие постмодернизма от модернизма состоит в следующем: в философии постмодернизма отмечается сближение её не с наукой, а с искусством. Таким образом, философская мысль оказывается не только в зоне маргинальности по отношению к науке, но и в состоянии индивидуалистического хаоса концепций, подходов, типов рефлексии, какое наблюдается и в художественной культуре конца XX века. В философии, так же как и в культуре в целом, действуют механизмы деконструкции, ведущие к распаду философской системности, философские концепции сближаются с «литературными дискуссиями» и «лингвистическими играми», преобладает «нестрогое мышление». Декларируется «новая философия», которая «в принципе отрицает возможность достоверности и объективности…, такие понятия как „справедливость“ или „правота“ утрачивают своё значение…»[10]. Поэтому постмодернизм определяется как маргинальный китчевый философский дискурс с характерной антирациональностью.
Эпистемологический кризис и доктрина конструктивизма как основа постмодернизма
Как отмечает О. Ю. Цендровский, "содержание оформившегося постмодернистского мировоззрения является по преимуществу критическим и негативным, оно «не столько создаёт „новое знание“, сколько сеет сомнения в правомочности „старого знания“». И это неизбежно, поскольку постмодерн берёт начало в эпистемологическом кризисе и осознании провала проекта Просвещения. Мыслители-постструктуралисты, чья философия стала одновременно базой и выражением постмодернистского мировоззрения, постулируют невозможность объективного познания и отсутствие критериев достоверности; ими устанавливается «принцип „методологического сомнения“ по отношению ко всем позитивным истинам, установкам и убеждениям». Легитимность идеалов модерна, его авторитеты и святыни обличаются в их внутренней иррациональности, беспочвенности и разрушительности. Прогресс, истина, смысл, порядок, справедливое общество, в общем, вся западная «логоцентрическая традиция», по определению Жака Деррида, объявляется совокупностью идеологем и мифов".
Мир как текст
В постмодернистской картине мира, конструктивистской с точки зрения теории познания, знак (в том числе словесный, то есть понятие и текст как система знаков) «лишается референциальной функции», функции отражения действительности. Это заявляется принципиально невозможным. Что же в таком случае остаётся? Только другие знаки и другие тексты. Таким образом, подлинным содержанием любого дискурса являются только другие дискурсы, понятие состоит из понятий, знак — из знаков, текст из текстов, никакой связи с реальностью они не имеют. Весь мир, в том числе мы сами, наше представление о себе, являемся лишь текстом, сложными семиотическими системами. Классическое определение этой ситуации дано Ж. Деррида: «Вне текста не существует ничего», культура, история, личность — всё имеет текстуальную природу.
Крах метанарративов и больших проектов
Как подчёркивают Лиотар и З. Бауман, важнейшей чертой традиционного и индустриального обществ было господство в них идеологий, объединявших людей и задающих им великие отдалённые цели, словом, это была эпоха «больших проектов» и описывающих их универсальных языков (метанарративов), например, метанарратив платонизма, христианства, новоевропейского рационализма и Просвещения. «Сегодня, — пишет Лиотар, — мы являемся свидетелями раздробления, расщепления „великих историй“ и появления множества более простых, мелких, локальных „историй-рассказов“» "Переосмысление концепций прошлого и возможностей познания привело к тому, что недоверие к метарассказам как подавляющим мышление и легитимизирующим власть вошло в плоть новой картины мира. Словом, речь идёт о крахе «больших проектов», в том числе социальных, какими были кантовский глобальный либерализм, а затем фашизм и коммунизм".
«Смерть» Бога, «смерть» субъекта, «смерть» автора
«Смерть» Бога, которую медленно пытаются осуществить уже не одно столетие, дополняется в постмодернизме осознанием того, что коль скоро мир есть текст, человек есть текст, то не может быть никакой речи о человеческой свободе. Наши действия определены текстуальным, культурным составом нашего «Я», мы представляем собой суммы унаследованных моделей поведения и способов восприятия реальности. Не в меньшей мере это касается и автора, который творит не от себя, не из своей субъективности только лишь, а от имени всей громадной и уходящей в глубины веков совокупности текстов. Таким образом, постмодернизм не только низвёл религии и повествования о Боге до специфических текстов, ориентированных на контроль, но и «выдвинул концепцию невозможности существования автономного, суверенного индивида и переосмыслил творчество как скрытую цитацию и рекомбинацию уже написанного».
Альтернативная характеристика постмодернистской философии
В философии постмодернизма отмечается сближение её не с наукой, а с искусством. Таким образом, философская мысль оказывается не только в зоне маргинальности по отношению к классической науке, но и в состоянии индивидуалистического хаоса концепций, подходов, типов рефлексии, какое наблюдается и в художественной культуре конца XX века. В философии, так же как и в культуре в целом, действуют механизмы деконструкции, ведущие к распаду философской системности, философские концепции сближаются с «литературными дискуссиями» и «лингвистическими играми», преобладает «нестрогое мышление».
Постмодернистская философия с её дизъюнктивностью, отрицанием любого тотального дискурса и признанием относительности любых ценностей становится основой принципиально нового, неклассического этапа в развитии науки, который исследователи связывают с осознанием иллюзорности представлений о неограниченных возможностях науки, признанием неполноты любого дискурса, в том числе и научного, существенной роли неявного знания в функционировании науки, относительности и принципиальной неустранимости субъекта из результатов научного познания, ответственности учёных за принимаемые решения.
Позитивный аспект постмодернизма состоит в том, что принципиальная открытость диалогу постмодернистской философии и науки способствует образованию новых наук и научных направлений, синтезирующих и объединяющих ранее совершенно несвязанных друг с другом областей знаний, таких, как: квантовая механика, теоремы К. Геделя, космология, синергетика, экология, глобалистика, искусственный интеллект и т. д..
Признание конвенционального, договорного характера норм, принципов и ценностей, отрицание априорных установок делает возможным предельную открытость постмодернистской философии, готовность к равноправному диалогу с любыми культурами, структурами, формами и нормами, существующими в любом пространственно — временном отрезке истории. Феномен признания в постмодернизме значимости и равноправности других, незападных культур получил название «recognition»
Негативный аспект постмодернистской философии находит своё выражение в том, что декларируется «новая философия», которая «в принципе отрицает возможность достоверности и объективности…, такие понятия как „справедливость“ или „правота“ утрачивают своё априорное значение…». Поэтому постмодернизм определяется как маргинальный китчевый философский дискурс с характерной антирациональностью.
Так, словно иллюстрируя гегелевское понимание диалектики как закона развития, великие завоевания культуры превращаются в свою противоположность. Декларируя состояние отчуждения и утраты ценностных ориентиров в современном обществе, теоретики постмодернизма расходятся в оценке значимости данного феномена.
С одной стороны утверждается, что «вечные ценности» — это тоталитарные и параноидальные идефиксы, которые препятствуют творческой реализации. Истинный идеал постмодернистов — это хаос, именуемый Делёзом хаосмосом, первоначальное состояние неупорядоченности, состояние нескованных возможностей. В мире царствует два начала: шизоидное начало творческого становления и параноидальное начало удушающего порядка.
С другой стороны, представители апокалиптического подхода (Жан Бодрийяр) резко отрицательно оценивают процесс девальвации «вечных ценностей» и утверждают, что утрата ценностных значений происходит в результате разрыва между знаком и его объектом, когда знак превращается в самостоятельный объект, который посредством длинного ряда самокопирований полностью отрывается от реальности, которую он призван обозначать и образует виртуальную реальность, не имеющую ничего общего с подлинной реальностью. Личность постепенно теряет свою уникальность, «своё лицо», становясь унифицированным элементом бессмысленного калейдоскопа масок, становится объектом среди объектов. На путь истинный человечество, как полагает Бодрийяр, могут наставить только внешние силы, мировые катастрофы, которые способны «образумить» человека.
Бодрийяр выделяет следующие признаки процессов отчуждения в смысловой сфере общества:
1. формирование (в том числе посредством СМИ) виртуальной реальности, почти независимой от подлинной реальности и произвольно конструирующей смысл тех или иных событий;
2. отрыв означаемого от означающего;
3. девальвация ценностей и норм;
4. неуправляемость и катастрофичность последствий научно-технического прогресса для человека[22].

При этом критики апокалиптического подхода находят концепцию Бодрийяра ненаучной.
Непримиримым антагонистом концепции Бодрийяра служит позиция Мишеля Фуко. Посвятив своё творчество критике тотальных дискурсов во всех сферах жизни, М. Фуко выдвигает концепцию «заботы о себе» или «самоспасения» как концепцию самореализации человека в условиях тотального диктата и отчуждения.
Фуко полагает, что тотальность «вечных ценностей» и укорененность их в не всегда осознаваемых дискурсах знания, задающих «параметры», «поле возможностей» восприятия мира и отчуждающих человека от подлинного мира, не должна служить оправданием покорности человека чуждым ему силам, «переход на сторону объекта», в терминах Ж. Бодрийяра, а также оправданием «тотальной деконструкции» этих ценностей (концепция Делёза).
Стремясь избежать крайностей концепций Делёза и Бодрийяра, Фуко не призывает к полному отрицанию «вечных ценностей» и дискурсивных практик, в которых они укоренены как враждебных человеческой сущности, а предлагает считать их определёнными «точками отсчёта», «пунктами отправления», позволяющими человеку, построив свою личную программу, выйти за пределы тезауруса господствующего дискурса и преодолеть отчуждение с миром, раскрыв истинный смысл «вечных ценностей» посредством раскрытия подлинного смысла собственного существования, самореализации на основе внутренних принципов и аксиом, выкристаллизованных из личного жизненного опыта и основанных на подлинных законах физического и духовного развития.
Критикуя свои ранние работы, в том числе радикальные трактовки понятия эпистема, Фуко выдвигает крамольное для постмодернистов утверждение о неслучайности и исторической преемственности дискурсивных практик как общего движения, совокупного результата личных усилий по самотрансформации, самоспасению, позволяющих личности расширить своё сознание и выйти за пределы определённого пространственно-временного дискурса, открыв для себя невозможные в исходном дискурсе возможности для самореализации, самоспасения. В данном контексте, историческая преемственность выступает как эстафета личных усилий по преодолению социальной и культурной обусловленности, трансформации дискурса в направлении большей свободы и плюрализма возможностей для самореализации личности.
«Забота о себе» для Фуко предстаёт как забота о себе в проективном аспекте: о себе, «каким я хочу быть». Достоинство жизни, по Фуко, в том, чтобы правильно мыслить, преодолевать социальную и историческую обусловленность, вносить посильный вклад в совместную жизнь людей, делать из себя своеобразное произведение искусства.
Работа над собой ведётся посредством практик, конституирующих человека, его моральное поведение. Эти практики Фуко называет «техниками себя» — они "позволяют индивидам осуществлять определённое число операций на своём теле, душе, мыслях и поведении, и при этом так, чтобы производить в себе некоторую трансформацию, изменение и достигать определённого состояния совершенства, счастья, чистоты, сверхъестественной силы.
Если Бодрийяр, критически относясь к концепции Фуко познания истины посредством личного опыта и личной трансформации, призывает «забыть Фуко», то Фуко, напротив, призывает «помнить Бодрийяра», рассматривая апокалиптический подход Бодрийяра как реальную альтернативу «заботы о себе», вариант развития событий в случае неспособности человека решиться на личную трансформацию и создание собственной уникальной личности как произведения искусства.
Постмодернисты утверждают идею «смерти автора», вслед за Фуко и Бартом. Любое подобие порядка нуждается в немедленной деконструкции — освобождении смысла, путём инверсии базовых идеологических понятий, которыми проникнута вся культура.
Философия искусства постмодернизма не предполагает никакого соглашения между концепциями, где каждый философский дискурс имеет право на существование и где объявлена война против тоталитаризма любого дискурса. Таким образом осуществляется трансгрессия постмодернизма как переход к новым идеологиям на современном этапе.
Исследователи постмодернистской философии и искусства полагают, что идеологизация современного искусства, потеря им своих границ, девальвация принципов и ценностей, контроль над искусством со стороны глобальной административной сети, а, с другой стороны, вовлечённость в систему виртуальной реальности, оторванной от подлинной реальности, ставит под вопрос само существование искусства как самостоятельной сферы жизни со своими принципами, нормами и ценностями.
Сопоставляя классическую и постмодернистскую эстетику, Бодрийяр приходит к выводу об их принципиальных различиях. Фундамент классической эстетики как философии прекрасного составляют образованность, отражение реальности, глубинная подлинность, трансцендентность, иерархия ценностей, максимум различий, субъект как источник творческого воображения. Постмодернизм, или эстетика симулякра, отличается искусственностью, антииерархичностью, поверхностностью и отсутствием глубинного смысла.
В её центре — объект, а не субъект, избыток копирования, а не уникальность оригинального.
Истоком процесса превращения символа в самостоятельный объект, с точки зрения Бодрийяра, находится заложенная в истоках западной культуры традиция субъект-объектной дихотомии, которая достигает максимума в современной культуре, когда субъект теряет контроль над объектом в форме компьютерных технологий, создающих виртуальную реальность, которая сама начинает диктовать субъекту параметры его существования.
Однако можно предполагать, что состояние хаоса устоится рано или поздно в систему нового уровня и есть все основания рассчитывать на то, что будущее философии определится её способностью обобщить и осмыслить накапливаемый научный и культурный опыт.

## Постмодернизм в искусстве
Постмодернизм в искусстве
Исследователи отмечают двойственность постмодернистского искусства: утрату наследия европейских художественных традиций и чрезмерную зависимость от культуры кино, моды и коммерческой графики, а с другой стороны, постмодернистское искусство провоцирует острые вопросы, требуя не менее острых ответов и затрагивая самые насущные проблемы морали, что полностью совпадает с исконной миссией искусства как такового.
Постмодернистское искусство отказалось от попыток создания универсального канона со строгой иерархией эстетических ценностей и норм. Единственной непререкаемой ценностью считается ничем не ограниченная свобода самовыражения художника, основывающегося на принципе «всё разрешено». Все остальные эстетические ценности относительны и условны, необязательны для создания художественного произведения, что делает возможным потенциальную универсальность постмодернистского искусства, его способность включить в себя всю палитру жизненных явлений, но также зачастую приводит к нигилизму, своеволию и абсурдности, подстраиванию критериев искусства к творческой фантазии художника, стиранию границ между искусством и другими сферами жизни.
Существование современного искусства Бодрийяр видит в рамках противопоставления разума и стихии бессознательного, порядка и хаоса. Он утверждает, что разум окончательно потерял контроль над иррациональными силами, которые стали доминировать в современной культуре и обществе. Согласно Бодрийяру, современные компьютерные технологии превратили искусство из сферы символов и образов, имеющих неразрывную связь с подлинной реальностью, в самостоятельную сферу, виртуальную реальность, отчуждённую от подлинной реальности, но не менее эффектную в глазах потребителей, чем подлинная реальность и построенную на бесконечном самокопировании.
В настоящее время уже можно говорить о постмодернизме как о сложившемся стиле искусства со своими типологическими признаками.
Использование готовых форм — основополагающий признак такого искусства. Их происхождение не имеет принципиального значения: от утилитарных предметов быта, выброшенных на помойку или купленных в магазине, до шедевров мирового искусства (всё равно, палеолитического ли, позднеавангардистского ли). Ситуация художественного заимствования вплоть до симуляции заимствования, ремейк, реинтерпретация, лоскутность и тиражирование, дописывание от себя классических произведений.
Постмодернизм обращается к готовому, прошлому, уже состоявшемуся с целью восполнить недостаток собственного содержания. Постмодерн демонстрирует свою крайнюю традиционность и противопоставляет себя нетрадиционному искусству авангарда. «Художник наших дней — это не производитель, а апроприатор (присвоитель)… со времён Дюшана мы знаем, что современный художник не производит, а отбирает, комбинирует, переносит и размещает на новом месте… Культурная инновация осуществляется сегодня как приспособление культурной традиции к новым жизненным обстоятельствам, новым технологиям презентации и дистрибуции, или новым стереотипам восприятия» (Б. Гройс).
Эпоха постмодерна опровергает казавшиеся ещё недавно незыблемыми постулаты о том, что «…традиция исчерпала себя и что искусство должно искать другую форму» (Ортега-и-Гассет) — демонстрацией в нынешнем искусстве эклектики любых форм традиции, ортодоксии и авангарда. «Цитирование, симуляция, ре-апроприация — всё это не просто термины современного искусства, но его сущность», — (Ж. Бодрийяр).
Концепция Бодрийяра основывается на утверждении о необратимой порочности всей западной культуры (Baudrillard, 1990).
Бодрийяр выдвигает апокалиптический взгляд на современное искусство, согласно которому оно, став производным от современных технологий, безвозвратно потеряло связь с реальностью, стало независимой от реальности структурой, перестало быть подлинным, копируя свои собственные произведения и создавая копии копий, копии без оригиналов, становясь извращённой формой подлинного искусства.
Смерть современного искусства для Бодрийяра происходит не как конец искусства вообще, а как смерть творческой сущности искусства, его неспособность создавать новое и оригинальное, в то время как искусство как бесконечное самоповторение форм продолжает существовать.
Аргументом для апокалиптической точки зрения Бодрийяра служит утверждение о необратимости технического прогресса, проникшего во все сферы общественной жизни и вышедшего из-под контроля и освободившего в человеке стихию бессознательного и иррационального.
В постмодерне слегка видоизменяется заимствованный материал, а чаще извлекается из естественного окружения или контекста, и помещается в новую или несвойственную ему область. В этом состоит его глубокая маргинальность. Любая бытовая или художественная форма, в первую очередь, есть «…для него только источник стройматериала» (В. Брайнин-Пассек).
Эффектные произведения Мерсада Бербера со включениями копированных фрагментов полотен Ренессанса и барокко, электронная музыка, представляющая собой сплошной поток соединённых «диджейскими сводками» готовых музыкальных фрагментов, композиции Луизы Буржуа из стульев и дверных полотен, Ленин и Микки Маус в произведении соц-арта — всё это типичные проявления повседневной реальности постмодернистского искусства.
Парадоксальная смесь стилей, направлений и традиций в постмодернистском искусстве позволяет исследователям увидеть в нём не «свидетельство агонии искусства, а творческую почву для формирования новых культурных феноменов, жизненно важных для развития искусства и культуры».
Постмодерн в общем и целом не признаёт пафоса, он иронизирует над окружающим миром или над самим собой, тем самым спасая себя от пошлости и оправдывая свою исконную вторичность.
Ирония — ещё один типологический признак культуры постмодерна. Авангардистской установке на новизну противопоставлено устремление включить в современное искусство весь мировой художественный опыт способом ироничного цитирования. Возможность свободно манипулировать любыми готовыми формами, а также художественными стилями прошлого в ироническом ключе, обращение ко вневременным сюжетам и вечным темам, ещё недавно немыслимое в искусстве авангарда, позволяет акцентировать внимание на их аномальном состоянии в современном мире. Отмечается сходство постмодернизма не только с массовой культурой и китчем. Гораздо более обосновано заметное в постмодернизме повторение эксперимента соцреализма, который доказал плодотворность использования, синтеза опыта лучшей мировой художественной традиции.
Таким образом, постмодерн наследует из соцреализма синтетичность или синкретизм — как типологический признак. Причём, если в соцреалистическом синтезе различных стилей сохраняется их идентичность, чистота признаков, раздельность, то в постмодернизме можно видеть сплав, буквальное сращение различных признаков, приёмов, особенностей различных стилей, представляющих новую авторскую форму. Это очень характерно для постмодернизма: его новизна — это сплав старого, прежнего, уже бывшего в употреблении, использованного в новом маргинальном контексте. Для любой постмодернистской практики (кино, литература, архитектура или иные виды искусства) характерны исторические аллюзии.
Игра — основополагающий признак постмодернизма как его ответ на любые иерархические и тотальные структуры в обществе, языке и культуре.
Будь то «языковые игры» Витгенштейна или игра автора с читателем, когда автор появляется в своём собственном произведении как, например, герой рассказа Борхеса «Борхес и я» или автор в романе «Завтрак для чемпионов» К. Воннегута.
Игра предполагает многовариантность событий, исключая детерминизм и тотальность, а, точнее, включая их как один из вариантов, как участников игры, где исход игры не предопределён. Примером постмодернистской игры могут служить произведения У. Эко или Д. Фаулза.
Неотъемлемым элементом постмодернистской игры служит её диалогичность и карнавальность, когда мир представляется не в качестве саморазвития Абсолютного Духа, единого принципа как в концепции Гегеля, а как полифония «голосов», диалог «первоначал», принципиально несводимых друг к другу, но взаимодополняющих друг друга и раскрывающих себя через другого, не как единство и борьба противоположностей, а как симфония «голосов», невозможных друг без друга. Ничего не исключая, постмодернистская философия и искусство включают гегелевскую модель в качестве одного из голосов, равный среди равных. Примером постмодернистского видения мира может служить концепция диалога Левинаса, теория полилога Ю.Кристевой, анализ карнавальной культуры, критика монологичных структур и концепция развёртывания диалога М.Бахтина.
Критика постмодернизма носит тотальный характер (несмотря на то, что постмодернизм отрицает любую тотальность) и принадлежит как сторонникам современного искусства, так и его неприятелям. Уже заявлено о смерти постмодернизма (подобные эпатирующие высказывания после Р. Барта, провозгласившего «смерть автора», постепенно принимают вид расхожего штампа), постмодернизм получил характеристику культуры second hand.
Принято считать, что в постмодерне нет ничего нового (Гройс), это культура без собственного содержания (Кривцун) и потому использующая как строительный материал все какие угодно предшествующие наработки (Брайнин-Пассек), а значит синтетическая и больше всего по структуре похожая на соцреализм (Эпштейн) и, следовательно, глубоко традиционная, исходящая из положения, что «искусство всегда одно, меняются лишь отдельные приёмы и средства выражения» (Турчин). Современное искусство потеряло связь с реальностью, потеряло свою репрезентативную функцию и перестало отражать хоть в малейшей степени окружающую нас реальность. Потеряв связь с реальностью, современное искусство обречено на бесконечное самоповторение и эклектику.
В силу этого некоторые исследователи говорят о «смерти искусства», «конце искусства» как целостного феномена с общей структурой, историей и законами. Отрыв современного искусства от реальности, классических эстетических ценностей, замыкание его внутри самого себя, стирание его границ — приводит к концу искусства как самостоятельной сферы жизни (Kuspit, 2004). Выход из смыслового тупика некоторые исследователи видят в работах «новых старых мастеров», соединяющих в своём творчестве художественную традицию с новаторскими приёмами реализации художественного замысла.
Принимая во многом обоснованную критику такого культурного феномена, как постмодернизм, стоит отметить его обнадёживающие качества. Постмодернизм реабилитирует предшествующую художественную традицию, а вместе с этим и реализм, академизм, классику, активно отрицаемые на протяжении всего XX века, служит универсальной экспериментальной творческой площадкой, открывая возможность создания новых, часто парадоксальных стилей и направлений, делает возможным оригинальное переосмысление классических эстетических ценностей и формирование новой художественной парадигмы в искусстве.
Постмодернизм доказывает свою жизненность, помогая воссоединению прошлого культуры с её настоящим.
Отрицая шовинизм и нигилизм авангарда, разнообразие форм, используемых постмодернизмом, подтверждает его готовность к общению, диалогу, к достижению консенсуса с любой культурой, и отрицает любую тотальность в искусстве, что несомненно должно улучшить психологический и творческий климат в обществе и будет способствовать развитию адекватных эпохе форм искусства, благодаря которым «…станут видимы и далёкие созвездия будущих культур» (Ф. Ницше).

## Постмодернизм в историографии
Зародившись как общефилософское течение в 1960-е годы, постмодернизм уже в 1970—1980-е годы нашёл своё место в историографии. По мнению В. П. Визгина, возникновение этого направления напрямую связано с общенаучной революцией XX века, особенно в области точных наук и, в первую очередь, в физике. Революционные открытия в естествознании, вызвавшие в первой трети XX века коренной пересмотр устоявшихся представлений, потребовали философско-методологического постижения новых реалий. А это повлекло за собой начало «методологических сдвигов в мышлении, значимых и для исторического познания». Причём, как отмечает учёный, они возникли намного раньше 50-60-х годов. В самых общих чертах это направление в историографии можно охарактеризовать как пересмотр устоявшихся воззрений на профессию историка. Новое течение было своеобразным откликом некоторых интеллектуалов на марксизм и структурализм. Стремясь «освободить творческую индивидуальность от пут и ограничений, налагаемых на нее всякого рода глобальными детерминизмами», они выражали скептицизм по поводу традиционной трактовки исторической истины. С их точки зрения, историк, создавая исторический текст, делает это точно так же, как поэт или писатель. А потому, считают они, текст историка — это повествовательный дискурс, нарратив, который следует тем же нормам риторики, что и в художественной литературе.
А. Я. Гуревич обращает внимание на то, что представители постмодернизма в исторической науке, давая определение новому течению, используют по отношению к нему и другие термины, такие как постструктурализм или лингвистический поворот. Все эти определения, так или иначе, отражают отказ от прежней исторической традиции, ряд положений которой представители нового направления просто не признают. По мнению А. Я. Гуревича, такие решительные шаги и революции в науке чаще всего не оправданы. В то же время, как считает учёный, нельзя «отрицать тот факт, что постмодернистская критика историографии обнаружила действительные слабости в методологии историков»: 
Исторический источник вовсе не обладает той "прозрачностью", которая дала бы исследователю возможность без особых затруднений приблизиться к постижению прошлого. Сочинение историка действительно подчиняется требованиям поэтики и риторики, представляя собою литературный текст с присущими ему сюжетом и "интригой", и опасность здесь заключается в том, что историки, как правило, не замечают этой близости между историческим и художественным дискурсами и поэтому не делают должных выводов. Метафоричность языка историков (у которых нет собственного профессионального языка) сплошь и рядом приводит к реификации понятий, которым придают самостоятельное бытие.
Как отмечает Л. П. Репина, постмодернистский подход к историографии не только подверг сомнению само представление об исторической реальности, но ещё и поколебал «собственную идентичность историка», его уникальную квалификацию, уничтожив различия между историей и литературой. Такой подход практически не делал различия между фактом и вымыслом, потому что сами критерии достоверности источника подверглись сомнению. В конечном итоге постмодернистская парадигма подрывала «веру в возможности исторического познания и стремление к объективной истине». Неудивительно, что значительная часть историков не приняла взгляды постмодернистов.

В итоге в профессиональной среде историков произошла своеобразная перестройка, в результате которой враги и сторонники «новой» и «старой» истории были вынуждены обозначить свои позиции. В этом отношении показательно мнение Дж. Элтона. Будучи защитником профессиональной исключительности историка, он не принял постмодернистские идеи: 
Любое принятие этих  теорий – даже самый слабый и сдержанный поклон в их сторону – может стать фатальным.
 В сущности, это мнение отражает психологическое состояние большинства историков старшего поколения, которое «завоевало ведущее положение в „невидимом колледже“ на рубеже 60-70-х годов (и ранее)» и с трудом переносит крах привычной среды обитания. Конечно, в разных странах сообщество историков (в силу особенностей национальной историографии) воспринимало наступление постмодернизма неодинаково. Однако общим для всех оказалось наличие двух полярных точек зрения. Одни отстаивали тезис о том, что «якобы „не существует ничего вне текста“, „никакой внеязыковой реальности“, которую историки способны понять и описать». Другие в корне отвергали такой подход. Наиболее ярко это противостояние проявилось в американском научном сообществе. Концепции французских постструктуралистов и немецких неогерменевтиков вызвали большой интерес в американском литературоведении в силу традиционно высокой его восприимчивости к новым западноевропейским теоретическим идеям. Вскоре новые взгляды и методы критики вышли за границы художественной литературы и благодаря работам американских интеллектуалов распространились на анализ исторических сочинений. Большую роль в этом сыграли работы Хейдена Уайта.
Постепенно выглядевшие на первых порах экстравагантно идеи постмодернистов нашли понимание у некоторых историков-«традиционалистов». Этому во многом способствовали философы, ведущие свои исследования в области эпистемологии. Свой вклад внесли работы Г. Башляра, которого считают создателем новой эпистемологии во Франции. Его взгляды на методологию истории оказали своё влияние на методологию всеобщей истории, выразителем идей которой стали Ж. Кангилем и М. Фуко. Их работы и работы других исследователей положили начало поиску компромисса между крайними точками зрения. Большую роль здесь сыграли работы известного голландского философа Ф. Анкерсмита. В исторических журналах появились публикации, внимательно разбирающие главные идеи постмодернистов. (Подробнее с этим вопросом можно ознакомиться в статьях, опубликованных в сборнике «Споры о главном: дискуссии о настоящем и будущем исторической науки вокруг французской школы „Анналов“».) При этом детально рассматривались именно те позиции, которые вызывали «внутренний протест историков против крайностей „лингвистического поворота“». Это помогло найти доводы, которые стали основополагающими для разработки так называемой «средней позиции».
Эта позиция главным образом опиралась на ключевую концепцию «опыта, несводимого полностью к дискурсу». Число историков, принявших такую точку зрения, неуклонно росло. В настоящее время концепция «исторического опыта», ставшая центральной, объединила вокруг себя так называемых «умеренных» историков. Для них бесспорным является существование «реальности вне дискурса, независимой от наших представлений о ней и воздействующей на эти представления». И, конечно, они считают «лингвистический поворот» значимым явлением в истории. Однако при всём этом они готовы признавать его положительное влияние при условии, если «он не доходит до того крайнего предела, за которым факт и вымысел становятся неразличимыми и отрицается само понятие истории, отличное от понятия литературы».

В XXI веке исследователи уже не спорят с тем, что по некоторым позициям приверженцы «нарративистской философии» оказались правы, заострив внимание на конкретных методологических просчётах в работе историка. Так, принимается идея о том, что произведение историка, в сущности, основано на принципах поэтики и риторики и, строго говоря, является литературным текстом с «сюжетом» и «интригой». Признаётся и то, что «язык обладает свойством структурного воздействия на своих конкретных „носителей“». В силу этого исторические тексты заключают в себе целую группу неявных, но достаточно серьёзных в информационном плане уровней, которые требуют отдельного анализа. Отмечается, что: 
«Вызов» постмодерна, таким образом, актуализировал вопросы о критериях объективности, агентах контроля над творческой деятельностью историка, спровоцировал рост внимания к субъективным моментам в историографии, к культурной среде, в которой создавался текст.
В России «умеренный» вариант постмодернизма нашёл своих сторонников в академической среде, и в XXI веке постмодернистская историография является неотъемлемым элементом интеллектуальной деятельности исследователей.

## Критика
Наиболее крупный и последовательный критик философии постмодернизма — Юрген Хабермас, согласно которому постмодернисты в своей критике модернизма используют концепции и методы, которые может предоставить только модернизм, что представляет собой перформативное противоречие (то есть речевой акт, содержание которого противоречит его совершению). Корни этого противоречия он видит в «дионисийском мессианстве» Ницше, которое в дальнейшем повлияло на Хайдеггера, Деррида и Фуко.
А. Солженицын оценивал постмодернизм как «опасное культурное явление», которое «размонтировало современный мир до состояния кладбища, где нет ничего живого, но любая вещь или идея издаёт запах тлена».
Некоторые исследователи полагают, что постмодернизм не имеет реальных теоретических оснований, а представляет собой софистику и интеллектуальные уловки.
Так, С. Ю. Белоконев и С. Н. Гавров полагают, что:
Это отход от постулированных Ф.Г. Гегелем в Феноменологии духа принципов… История кажется им хаосом субъективированных повествований, движущаяся без божественного режиссера, своеобразный спектакль, идущий без пьесы, скорее Хаос, чем Космос
Критика постмодернизма со стороны научных реалистов в 1990-х гг. получила название «научных войн». Научные реалисты, в том числе Норман Левит, Пол Гросс, Жан Брикмон и Алан Сокал, отстаивали позицию, что научное знание отражает объективную реальность, и считали, что вошедшие в то время в моду в академической среде идеи постмодернистов фактически отвергают объективность научного знания, научный метод и научный эксперимент. Дискуссии на эти темы проходили в основном в США, как в прессе, так и в академической среде. Одним из наиболее ярких эпизодов «научных войн» стала мистификация Сокала, в ходе которой Алан Сокал в конце 1994 года написал заведомо бессмысленную статью, пародирующую постмодернистские тексты на тему философии науки, и успешно опубликовал ее в научном журнале «Social Text». На этот розыгрыш Сокала вдохновила книга Пола Гросса и Нормана Левитта «Высшее суеверие: университетские левые и их тяжба с естественными науками». Мистификация Сокала в свою очередь вдохновила программиста Эндрю Булхака на создание автоматического генератора бессмысленных. но грамматически корректных постмодернистских текстов.
Впоследствии Сокал в соавторстве с Брикмоном опубликовали собственное исследование на эту тему под названием «Интеллектуальные уловки», в котором они разбирают те работы постмодернистов, в которых есть отсылки к их собственной сфере компетенции (физика и математика) и приходят к выводу, что эти тексты по большей части представляют собой попросту бессмыслицу, замаскированную наукообразными терминами, а немногие понятные утверждения зачастую либо банальны, либо ошибочны. Так, Сокал и Брикмон показывают, что Бруно Латур путает относительность с релятивизмом, разоблачают «науку постмодерна» Лиотара, а также широко распространенные отсылки к теореме Геделя, квантовой теории и теории хаоса, прежде всего в работах Жана Бодрийяра: «…в работах Бодрийяра можно найти большое число научных терминов, которые использованы совершенно без внимания к их значениям и, более того, помещены в явно не подходящий им контекст. Воспринимаются ли они как метафоры или нет, едва ли они могут сыграть какую-то роль, кроме придания видимости глубины банальным рассуждениям о социологии и истории». Целый раздел книги посвящен идеям Люс Иригарей, которая помимо всего прочего считала Е=mc2 «сексистским уравнением», а также объясняла меньшую проработанность гидродинамики в сравнении с механикой твердых тел тем, что первое ассоциируется с менструацией, а второе — с эрекцией, что ближе сообществу физиков, состоящему в основном из мужчин (в действительности же дело в проблемах с решением уравнений Навье-Стокса). Аналогично, относительно идей Жака Лакана, оказавших большое влияние на постмодернизм, Сокал и Брикмон утверждают, что философу, сравнивавшему квадратный корень из −1 с эректильным органом, сложно доверять и во всем остальном. Ричард Докинз в своей рецензии на «Интеллектуальные уловки» задается вопросом:
Но разве постмодернисты не утверждают, что они лишь «играют в игры»? Разве вся суть их философии не состоит в том, что все преходяще, не существует абсолютной истины, любой текст имеет такой же статус, как и любой другой, ни одна из точек зрения не имеет привилегированного положения? Учитывая их собственные критерии относительной истины, разве не несправедливо отчитывать их за баловство с игрой слов и шуточки с читателями? Возможно, но тогда возникает вопрос, почему их писания так невыносимо скучны. Разве игры не должны быть по крайней мере занимательными, а не надутыми, торжественными и претенциозными? Что еще важнее, если они только развлекаются шутками, почему тогда они поднимают такой страшный вой, когда кто-то решает пошутить над ними самими? У истоков книги «Интеллектуальные уловки» лежит устроенный Аланом Сокалом блистательный розыгрыш, феноменальный успех которого вовсе не был встречен радостным смехом, на который, казалось бы, можно было рассчитывать со стороны тех, кто поднаторел в деконструктивных играх. Очевидно, когда вы сами попадаете во влиятельные круги, вам уже не смешно, когда по чьей-то вине лопается ваш мыльный пузырь.
В книге Джеймса Линдси и Хелен Плакроуз «Циничные теории», вышедшей в 2020 году, критическому разбору подвергается комплекс идей, связанных с политикой идентичности, называемый авторами «прикладным постмодернизмом», также известный как «воукизм». В их число входит интерсекциональный феминизм, критическая расовая теория, постколониальные исследования, квир-теория, а также исследования инвалидности и человеческой полноты. Авторы показывают, что все они в своей основе имеют два центральных принципа постмодернизма: принцип знания (радикальный скептицизм в отношении возможности получения объективного знания или истины, а также приверженность культурному конструктивизму) и политический принцип (убеждение, что общество состоит из структур власти и иерархий, определяющих, что и как допустимо знать). При этом для практического применения этих теорий важно, что существование в обществе угнетающих и угнетенных групп все же является объективной реальностью (согласно белл хукс, основатели постмодернизма могли себе позволить отрицать ее, так как сами являлись привилегированными белыми мужчинами). Линдси и Плакроуз считают эти теории общественно опасными в силу их антиэмпиричности, антирациональности и иллиберальности, и утверждают, что любые академические исследования, отвергающие возможность объективного знания или важность последовательных принципов, являются не наукой, а идеологической предвзятостью.
Постмодернизм широко критикуется марксистами как буржуазная идеалистическая философия, отрицающая рациональность и идею исторического прогресса, и отвергающая интересы рабочего класса как базис для освобождения всего человечества, при этом крайне популярная в академической среде и проникающая в более широкие круги рабочего движения.

## Публикации классиков постмодернизма
- Бодрийяр Ж. Символический обмен и смерть / Пер. с фр. и предисл. С. Н. Зенкина — М.: Добросвет, Издательство «КДУ», 2011. — 392 с. — ISBN 978-5-98227-783-1.
- Делёз Ж., Гваттари Ф. Анти-Эдип. Капитализм и шизофрения / Пер. с фр. и послесл. Д. Кралечкина, науч. ред. В. Кузнецов — Екатеринбург: У-Фактория, 2007. — 672 с. — ISBN 978-5-9757-0192-3.
- Делёз Ж., Гваттари Ф. Тысяча плато. Капитализм и шизофрения / Пер. с фр. и послесл. Я. И. Свирского, науч. ред. В. Ю. Кузнецов — Екатеринбург: У-Фактория; М.: Астрель, 2010. — 895 с. — ISBN 978-5-9757-0526-6, ISBN 978-5-271-27869-3.
- Лиотар, Ж. Ф. Состояние постмодерна = La condition postmoderne / Шмако Н.А. (пер.) с фр.. — СПб.: Алетейя, 1998. — 160 с. — (Gallicinium). — 2000 экз. — ISBN 5-89329-107-7..

- Baudrillard, Jean. Oublier Foucault. — Paris, 1977.
- Baudrillard, Jean. Illusion, Désillusion, Esthétiques,. — Morsure., 1997..
- Deleuze, Gilles. Rhizome. Introduction. — Paris, 1976.
- Derrida, Jacques. Of Grammatology. Trans. by Gayatri Chakravorty Spivak. — Baltimore, 1974.
- Jencks, Charles. Critical Modernism - Where is Post Modernism going?. — London, 2007.
- Foucault, Michel. Les mots et les choses - une archéologie des sciences humaines. — Paris, 1966.
- Foucault, Michel. The Hermeneutics of the Subject: Lectures at the Collège de France, 1981-1982,. — New York, 2005.